# متلازمة شيميلبنينغ
متلازمة شيميلبنينغ هي حالة جلدية عصبية تتميز بواحدة أو أكثر من الوحمات الدهنية، تظهر عادة على الوجه أو فروة الرأس، ترتبط بتشوهات في الجهاز العصبي المركزي، والجهاز العيني، والجهاز الهيكلي، والجهاز القلبي الوعائي والجهاز البولي التناسلي.
المرادفات تشمل: متلازمة الحمى الدهنية الخطية (LNSS)، ومتلازمة شيميلبنينغ-فيورشتاين-ميمز، ومتلازمة فيورشتاين-ميمز، ومتلازمة الحمى الدهنية، وورم فاكومات وحمة جاداسون. أحيانًا تهجى كلمة Nevus naevus وsebaceous يمكن أيضًا تهجئتها sebaceus. أحيانًا ما تستخدم متلازمة وحمة البشرة كمرادف، ولكن في كثير من الأحيان كمصطلح أوسع يشير إلى متلازمة شيميلبنينغ بالإضافة إلى متلازمة وحمة كوميدونيكوس، ومتلازمة الطفل، ومتلازمة وحمة بيكر، والورم الصباغي.
يشتمل التشخيص الكلاسيكي لمتلازمة شيميلبنينغ على ثالوث من الشامات الدهنية، والنوبات، والتخلف العقلي. أبلغ عن الحالة لأول مرة بواسطة غوستاف شيميلبنينغ في عام 1957 وأبلغ عنها بشكل مستقل بواسطة فيورشتاين وميمز في عام 1962.

## العلامات والأعراض
منذ التحديد الأصلي لمتلازمة شيميلبنينغ، توسع عدد النتائج لدرجة أن المتلازمة مرتبطة بكوكبة كبيرة من التشوهات. قد تحدث التشوهات في مجموعة متنوعة من التوليفات، ولا يلزم أن تشمل جميع الجوانب الثلاثة للثالوث الكلاسيكي للوحمة الدهنية والنوبات والتخلف العقلي. في عام 1998، راجعت الأدبيات بواسطة فان دي فارينبورغ وآخرون. وجدت:
- نوبات في 67% من الحالات
- التخلف العقلي في 61% من الحالات
- تشوهات العيون في 59% من الحالات
- إصابة أجهزة أعضاء أخرى في 61% من الحالات
- الشذوذ البنيوي للدماغ أو الجمجمة في 72% من الحالات[9]

تشمل الاضطرابات العصبية الرئيسية التخلف العقلي بدرجات متفاوتة، والنوبات، والشلل النصفي. تبدأ النوبات، عند وجودها، عادة خلال السنة الأولى من العمر. أكثر تشوهات الجهاز العصبي المركزي البنيوية شيوعًا في متلازمة شيميلبنينغ هي تشوهات نصف الدماغ وتشوهات الجهاز العصبي الجانبي.
تشوهات العين الرئيسية هي ورم كولوبوما ورم المشيمية.
قد تشمل تشوهات الهيكل العظمي عدم انتظام الأسنان، والجنف، والكساح المقاوم لفيتامين د، ونقص فوسفات الدم. تشمل تشوهات القلب والأوعية الدموية عيب الحاجز البطيني وتضيق الأبهر؛ تشمل مشاكل الجهاز البولي كلى حدوة حصان وتكرار نظام التجميع البولي.

## الوراثة
يبدو أن متلازمة شيميلبنينغ متقطعة وليست وراثية في جميع الحالات تقريبًا. يُعتقد أنه ناتج عن الفسيفساء الجينية، وربما طفرة سائدة وراثية تنشأ بعد الحمل ولا توجد إلا في مجموعة سكانية فرعية من الخلايا. كلما حدثت مثل هذه الطفرة في وقت مبكر في التطور الجنيني، كلما كان من المرجح أن تكون الشامات أكثر اتساعًا وزادت احتمالية تورط الجهاز العضوي الآخر.

## العلاج أو المعاملة
بشكل عام، الأطفال الذين يعانون من وحمة منعزلة صغيرة وفحص بدني طبيعي لا يحتاجون إلى مزيد من الاختبارات؛ قد يشمل العلاج الاستئصال الجراحي المحتمل للوحمة. في حالة الاشتباه في وجود مشكلات في المتلازمة، فإن الفحوصات العصبية والعينية والهيكلية مهمة. قد تشمل الفحوصات المخبرية الكالسيوم والفوسفات في الدم والبول، وربما اختبارات وظائف الكبد والكلى. يعتمد اختيار دراسات التصوير على التشوهات المشتبه بها وقد يشمل مسح الهيكل العظمي، والأشعة المقطعية للرأس، والتصوير بالرنين المغناطيسي، و/أو مخطط كهربية الدماغ.
اعتمادًا على الأنظمة المعنية، قد يحتاج الشخص المصاب بمتلازمة شيميلبنينغ إلى رؤية فريق متعدد التخصصات من المتخصصين: طبيب الأمراض الجلدية، وأخصائي الأعصاب، وطبيب العيون، وجراح العظام، وجراح الفم، وجراح التجميل، والأخصائي النفسي.

## التأثيرات
جرى التعرف على الوحمة الدهنية لأول مرة في عام 1895 بواسطة جاداسون. تحدث الوحمة الدهنية في 1 إلى 3 من كل 1000 ولادة، وبنسبة متساوية حسب الجنس. لا يوجد اختبار لتحديد ما إذا كان الفرد المولود بوحمة دهنية سيصاب بمزيد من أعراض متلازمة شيميلبنينغ. أبلغ عن أن ما يصل إلى 10% من الأفراد الذين يعانون من الوحمات الجلدية قد تظهر عليهم أعراض متلازمة إضافية، ولكن يبدو أن هذا الرقم غير متوافق مع ندرة المتلازمة وقد يكون مبالغًا فيه. معدل الانتشار غير معروف، لكن متلازمة وحمة البشرة مدرجة في المنظمة الوطنية للاضطرابات النادرة، والتي تعرف نادرًا بأنه يؤثر على أقل من 200000 شخص في الولايات المتحدة.